# Cathédrale Christ-Roi-de-l'Univers de Ouahigouya
Pour les articles homonymes, voir Cathédrale du Christ-Roi.
La cathédrale Christ-Roi-de-l’Univers, à Ouahigouya, est la cathédrale du diocèse de Ouahigouya.